# Pawilon Pride (Zimowe Igrzyska Olimpijskie 2010)

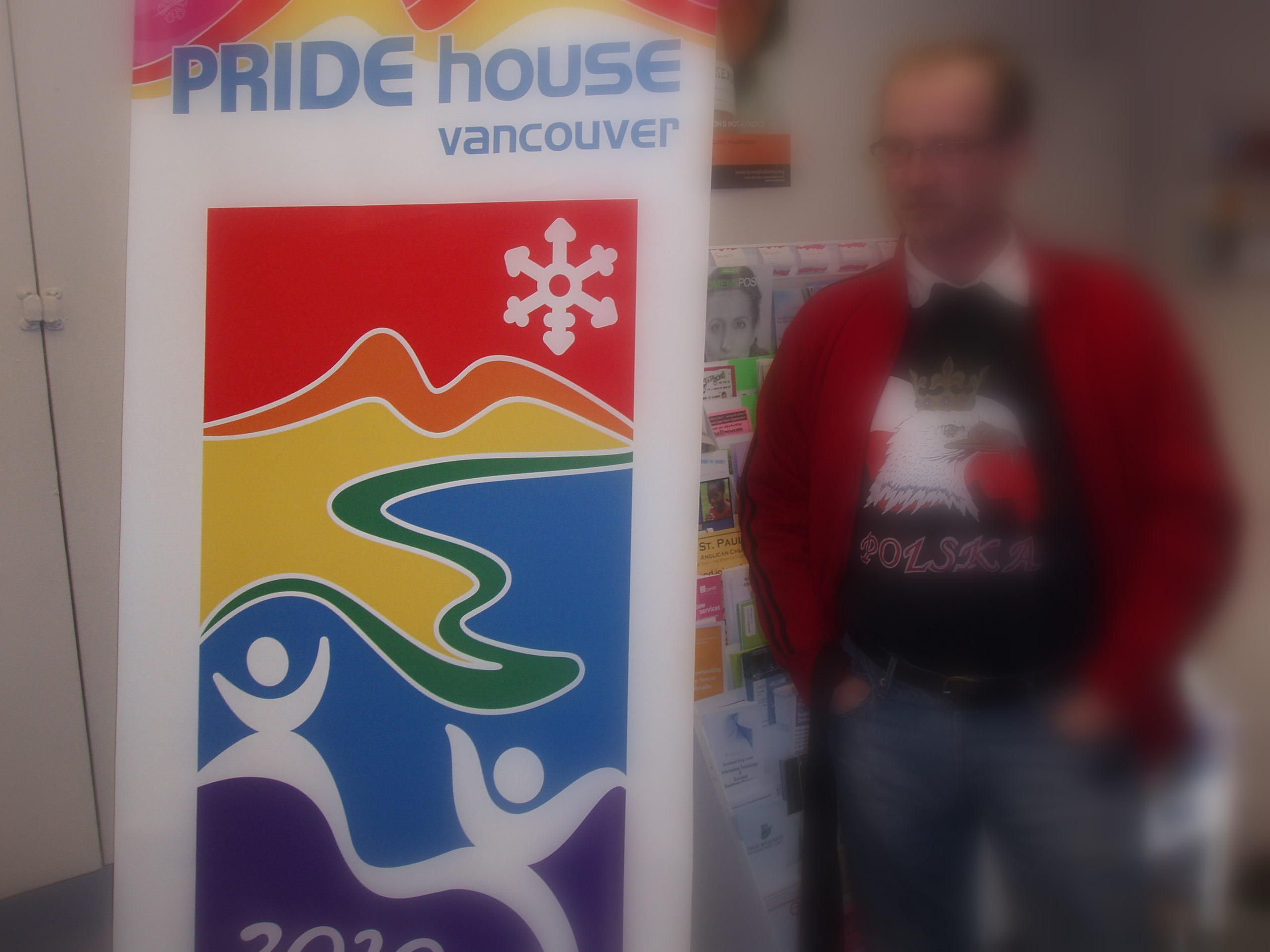
w pawilonie Pride House, olimpiada zimowa w Vancouver, 2010

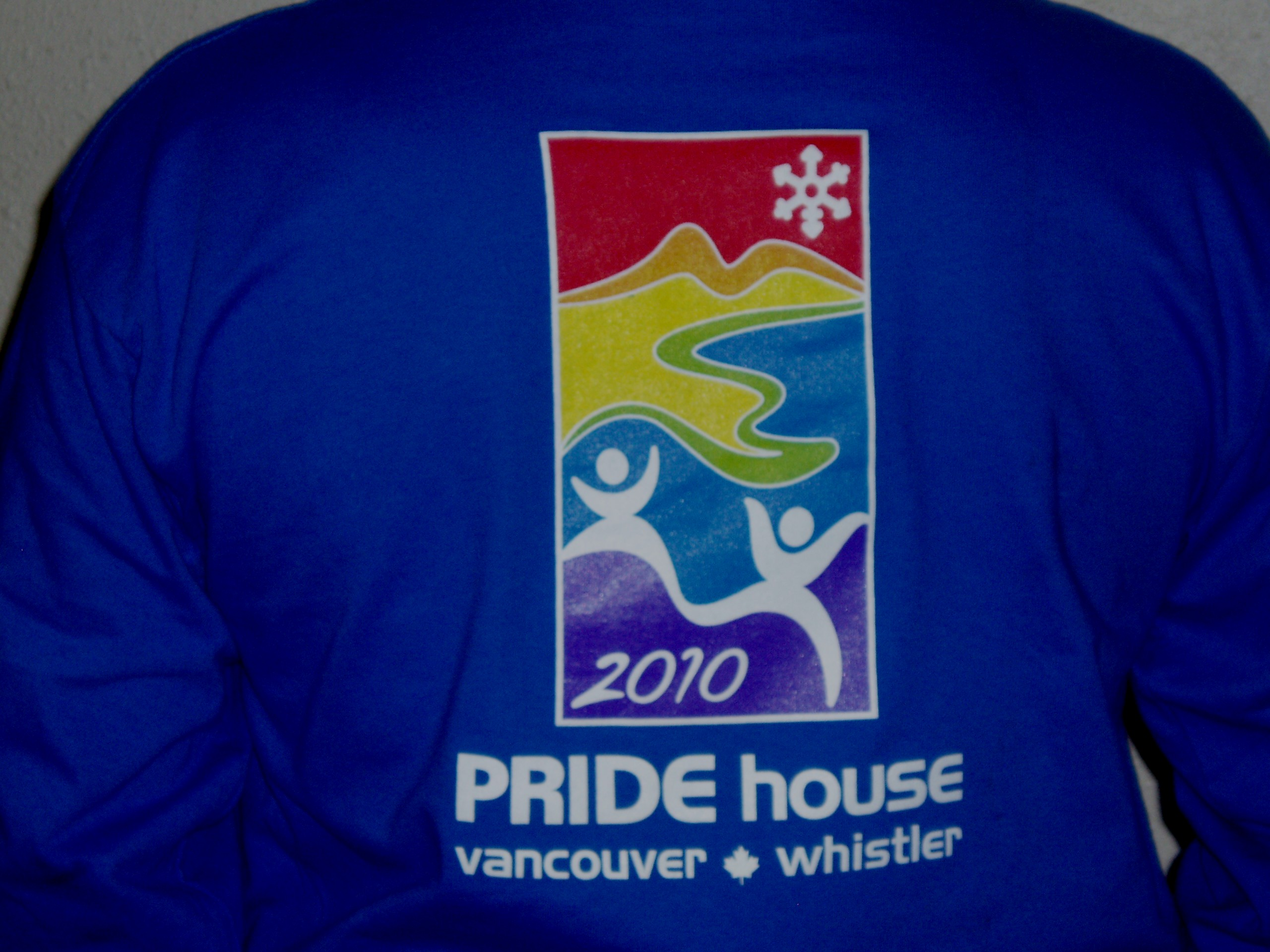
koszulka pawilonów Pride w Vancouver i Whistler, Olimpiada 2010

Pride House – pierwszy w historii igrzysk olimpijskich pawilon środowisk LGBT. Podczas Zimowych Igrzysk Olimpijskich w 2010 w Vancouver w Kanadzie zdecydowano się otworzyć dwa oficjalne pawilony LGBT, wzorując się na znanych wcześniej pawilonach narodowych.
W czasie Olimpiady funkcjonowały dwa takie ośrodki: jeden w Vancouver, przy ulicy Bute (Pride House in Vancouver), drugi w sercu wioski olimpijskiej w Whistler w renomowanym hotelu Pan Pacific.
Była to pierwsza tego typu inicjatywa – spotkała się ona z dużym zainteresowaniem nie tylko społeczności LGBT, ale też międzynarodowej prasy i mediów. Inicjatywa lokalnych grup LGBT zyskała poparcie i zgodę Komitetu Organizacyjnego Igrzysk w Vancouver i spotkała się z życzliwym przyjęciem mieszkańców miasta. Vancouver i okoliczne Whistler znane są z liberalnej postawy lokalnych władz i mieszkańców.
W Vancouver toczy się urozmaicone i wartkie życie LGBT, a tzw. West End, czyli zachodnia część centrum miasta w okolicach ulic Davie i Denman, to znane centra życia kulturalno-społecznego zamieszkane w dużej części przez osoby homoseksualne i inne mniejszości seksualne. Ulice są tu przystrojone tęczowymi flagami, a lokalne firmy na witrynach sklepowych prezentują wyrazy swojej sympatię wobec klientów LGBT. W Whistler Village od lat organizowane są w lutym tzw. Gay Ski Week (ostatnio nazwę zmieniono na Winter Pride Festiwal – Zimowy Festiwal Dumy). Dyrektor tego festiwalu, Dean Nelson, był głównym organizatorem olimpijskiego Pride House w Whistler. W czasie otwarcia Pride House obecny był znany i popularny medalista olimpijski – pływak Mark Tewksbury (olimpiady w Seulu i Barcelonie) – od lat jawny homoseksualista.
Dwa lata później, podczas Letnich Igrzysk Olimpijskich w Londynie, organizatorzy podjęli tę tradycję, otwierając London Pride House 2012. Wyłomem w nowej tradycji organizacji igrzysk olimpijskich są Zimowe Igrzyska Olimpijskie 2014 w Soczi. Dyskryminacyjne prawa wobec środowisk LGBT w Rosji stały się przyczyną wielu głośnych protestów w krajach zachodnich i interpelacji Międzynarodowego Komitetu Olimpijskiego do organizatorów Igrzysk w Soczi. Protesty te (łącznie z propozycjami bojkotu Igrzysk w Soczi) podniosły się nie tylko w środowiskach LGBT, ale objęły swoim zasięgiem wiele znanych postaci sportu, kultury, estrady i polityków - łącznie z presją ONZ na poszerzenie tekstu tradycyjnej formuły pokoju olimpijskiego.